# Litarcturus granulosus
Litarcturus granulosus är en kräftdjursart som först beskrevs av Nordenstam 1933.  Litarcturus granulosus ingår i släktet Litarcturus och familjen Antarcturidae. Inga underarter finns listade i Catalogue of Life.